# Husk (filme)
Husk (Espantalho, no Brasil) é um filme de terror norte-americano lançado em 2011 dirigido por Brett Simmons, com a atriz e cantora Tammin Sursok. lançado pela After Dark Films.

## Enredo
Cinco amigos em viagem de fim de semana se vêem perdidos em meio a uma área de fazendas quando corvos começam a atacar seu carro. Logo deserto.  conta de que os campos de milho estão habitados por espantalhos que se reproduzem matando e forçando suas vítimas a unirem-se a eles.

## Elenco
- C.J. Thomason — Chris
- Devon Graye — Scott
- Wes Chatham — Brian
- Tammin Sursok — Natalie
- Ben Easter — Johnny